# Kasteel van Ekelsbeke
Het kasteel van Ekelsbeke is een kasteel in de gemeente Ekelsbeke (Esquelbecq) in het Franse Noorderdepartement.

## Geschiedenis
Van oorsprong stond hier een 15e-eeuws kasteel in gotische stijl. Dit kasteel werd diverse malen belegerd. Zo werd het ingenomen door de calvinistische kapitein François de La Noue. In 1586 werd het dan weer belegerd door Valentin de Pardieu, een kapitein van de (Spaansgezinde) malcontenten. Deze kon het echter niet innemen. Wel werd een deel van het kasteel toen vernield.
Van 1606-1610 werd het kasteel herbouwd op de resten van het gotisch kasteel. In 1984 stortte de donjon in en viel op een der vleugels, waardoor twee salons werden beschadigd. Van 2000 tot 2016 werden restauratiewerkzaamheden uitgevoerd waarna openstelling van de tuinen voor het publiek volgde. In 2015 werd het kunstwerk Gieter van Alice, van Philippe Thill, in de tuin opgesteld. Zowel het kasteel, bijgebouwen alsmede de tuin en het landschapspark zijn beschermd en geklasseerd als monument historique op 17-08-1987.

## Gebouw
Het is een door grachten omgeven waterkasteel in Vlaamse renaissancestijl. De grachten worden gevoed door de rivier de IJzer. Om de binnenplaats van 18 bij 20 meter liggen vier vleugels. Er zijn negen ronde gotische torens en daarnaast een jonger, zeshoekig torentje van 32 meter hoog. Er is een portierswoning van 1590 en een duiventoren van 1606.

## Interieur
Er zijn drie salons: wandtapijtsalon, salon der vier jaargetijden en marmeren salon. De schouw van de portierswoning is typerend voor de landelijke haarden in dit deel van Vlaanderen.

## Tuinen
Het kasteel ligt in een park van 5 ha, welke voor het publiek toegankelijk is. Daarnaast is er een tuin van 1 ha, terwijl ook het eigenlijke kasteel zelf nog 1 ha beslaat. De gecompartimenteerde tuin is aangelegd in het eerste kwart van de zeventiende eeuw en weerspiegelt de typische Vlaamse tuin uit die periode.